# Давид ибн-Яхья
Давид ибн-Яхья, также ибн-Иахия (1465—1543) , — португальский и итальянский еврейский грамматик и философ, неапольский раввин (1518).

## Биография
Сын мученика дона Иосифа. Родился в Лиссабоне (Португалия) в 1465 году. Был учеником своего родственника, Давида бен-Соломон ибн-Яхья, который написал специально для него два учебника: «Leschon Limmudim» и «Schekel ha-kodesch».
В 1496 г. он и его семья были вынуждены эмигрировать в Италию.
В 1518 году был назначен раввином в Неаполе и оставался на этом посту до изгнания евреев из королевства в 1540 году.
Он переписывался с Меиром из Падуи (ум. 1565). Среди учеников ибн-Яхьи был и немецкий гебраист Видманштадт (1506—1557) из окружения знаменитого Рейхлина (1455—1522).
Кроме забот об интересах своей общины, ибн-Яхья развил энергичную деятельность в пользу единоверцев других мест. Когда в 1533 году в Неаполь был доставлен ряд еврейских пленников из Туниса, ибн-Яхья занялся вопросом их освобождения; так как у евреев Неаполя не хватило средств, то ибн-Иахья обратился к общинам в Генуе, Ломбардии, Монферрате и Болонье (1535).
Ему удалось отклонить декрет (ок. 1534), грозивший евреям изгнанием из Неаполитанского королевства. Когда, несмотря на это, 6 лет спустя евреи были изгнаны из Неаполя (1540), ибн-Яхья эмигрировал и прибыл в Имолу, где скончался (1543).

## Рукописные труды
Составил ряд книг по грамматике и философии, которые хранились в рукописях у его внука, летописца Гедальи ибн-Яхьи (1515—1587).
Ориенталист XIX века Д. Кауфман (ЕЭБЕ) обладал копией «Makasid» Газали, сделанной ибн-Яхьей.